# Aperture
Aperture — компьютерная программа каталогизации, хранения и постобработки фотографий для macOS, разработанная Apple 19 октября 2005 года. На рынок поступила в ноябре 2005 года. В середине 2014 года стало известно что Apple планирует прекратить разработку Aperture, и вместо него сосредоточиться над созданием стандартного приложения Фото, входящего в состав OS X Yosemite.
Особенностью Aperture является «недеструктивное редактирование» при котором исходный файл изображения, импортированный в библиотеку Aperture (мастер-файл), остается неизменным, а все операции редактирования изображения осуществляются над автоматически сгенерированнымми из мастер-файла рабочими файлами — «версиями»; такой подход впоследствии был реализован также в Adobe Photoshop Lightroom.

## Возможности
- Исходные файлы изображений (RAW или др.) могут как использоваться программой из того места, где они располагаются, так и перемещаться в фотоархив Aperture
- Много инструментов обработки изображений, включая специальную цветовую ретушь, edge sharpener, использующий данные о свечении, и spot repair
- Управление проектами с расширенными метаданными и поддержкой поиска
- Автоматический сбор снимков в группы, основанный на времени между срабатываниями затвора
- Стопки (для группировки фото) и Версии (чтобы делать несколько рабочих копий одного изображения)
- Лупа, позволяющая просматривать изображения с увеличением до 1600 %
- Встроенная поддержка Adobe Photoshop PSD-формата
- Безопасное редактирование изображения
- Настраиваемые распечатка и публикация
- Поддержка импорта из Compact Flash I, II и Microdrive, Memory Stick, Memory Stick Duo, Secure Digital, MultiMediaCard, SmartMedia, и xD-Picture Card
- Возможность независимого увеличения (зума) и панорамирования двух изображений одновременно
- Чтение и ввод IPTC-метаданных

## Критика версии 1.5
- В большинстве обзоров того времени указывалось, что производительность Aperture v1.5.x была значительно ниже чем Adobe Photoshop Lightroom v1.0.x.[1][2]
- Пользовательский интерфейс Aperture сильно отличается от большинства приложений для Mac OS X; сам интерфейс программы критиковался некоторыми за малый размер шрифтов и узкие полосы прокрутки.

## Aperture 2.0
Aperture 2.0 была выпущена 12 февраля 2008 года.

## Aperture 3.0
Aperture 3.0 была анонсирована 11 февраля 2010 года. По сравнению с Aperture 2.0 в новой версии более 200 новшеств.